# Hilkenbrook
Hilkenbrook ist eine Gemeinde im Nordosten des Landkreises Emsland in Niedersachsen.  Sie gehört der Samtgemeinde Nordhümmling an, die ihren Verwaltungssitz in der Gemeinde Esterwegen hat.

## Geografie

### Geografische Lage
Hilkenbrook liegt zwischen Papenburg und Friesoythe an der Ohe und am Küstenkanal.

### Nachbargemeinden
Nachbargemeinden sind im Nordwesten die Gemeinde Esterwegen, im  Osten die Stadt Friesoythe im Landkreis Cloppenburg, im Süden die Gemeinde Rastdorf in der Samtgemeinde Werlte und im Südwesten die Gemeinde Lorup (Samtgemeinde Werlte).

## Geschichte
In der Gemarkung Hilkenbrook befindet sich eine abgegangene mittelalterliche Turmhügelburg. Eine so genannte Motte. 
Die Siedlung Hilkenbrook wurde in den Jahren von 1932 bis 1934 gebaut. Der Name „Hilkenbrook“ entstand aus den Gebietsbezeichnungen Helkens Barg und Brookwissken.

## Politik

### Gemeinderat
Der Gemeinderat aus Hilkenbrook setzt sich aus 9 Ratsfrauen und Ratsherren zusammen. Die Ratsmitglieder werden durch eine Kommunalwahl für jeweils fünf Jahre gewählt. Die aktuelle Amtszeit begann am 1. November 2021 und endet am 31. Oktober 2026.
| Partei | 2021 | 2016 | 2011 |
| ------ | ---- | ---- | ---- |
| CDU    | 9    | 9    | 9    |

### Bürgermeister
Der ehrenamtliche Bürgermeister Bernhard Düvel wurde 2011 gewählt.

### Wappen, Flagge und Dienstsiegel
| Banner, Wappen und Hissflagge |  |
|                               |  |
|                               |  |

Blasonierung: „Schräglinks geteilt von Rot und Grün durch eine geteilte silberne Wellenleiste, oben ein nach unten geöffnetes silbernes Hufeisen mit viereckigen schwarzen Nagellöchern; unten ein schräglinks liegender silberner Torfspaten.“ Die Farben der Gemeinde sind Grün und Rot.
Begründung: Das Hufeisen sowie die grüne Schildfarbe stehen für die Landwirtschaft in der Gemeinde, der Spaten für den früheren Torfabbau, die geteilte Wellenleiste für die Ohe und den Küstenkanal; die Farben Silber und Rot waren die Farben der Grafen von Ravensberg, die bis 1252 in dem Gebiet herrschten.
Flaggenbeschreibung:
„Die Flagge ist im Verhältnis 11,5:1:11,5) grün-weiß-rot gestreift (Querformat: Streifen waagerecht verlaufend, Längsform: Streifen senkrecht verlaufend) und mittig mit dem weiß konturierten Gemeindewappen belegt. Das Wappen hat auf der Flagge zusätzlich eine weiße Außenkontur.“
Dienstsiegel
Das Dienstsiegel trägt im oberen Halbbogen die Umschrift „Gemeinde Hilkenbrook“ und im unteren Halbbogen die Umschrift „Landkreis Emsland“. Die Umschriften der beiden Halbbögen sind an den Schnittstellen durch je einen fünfstrahligen Stern voneinander getrennt. Innerhalb des umschriebnen Feldes zeigt das Dienstsiegel das Wappen der Gemeinde Hilkenbrook.

## Kultur und Sehenswürdigkeiten

### Museen
- Heimathaus Wilkens-Hus

### Vereine
- Kath. Frauengemeinschaft (Kfd) Hilkenbrook
- Sportfischereiverein Hilkenbrook e. V.
- Heimatverein Hilkenbrook e. V.
- Sportverein Hilkenbrook e. V.
- Schützenverein Hilkenbrook e. V.
- Katholische Landjugendbewegung (KLJB) Hilkenbrook
- Landwirtschaftlicher Ortsverein Hilkenbrook
- Landfrauenverein Gehlenberg-Neuvrees-Hilkenbrook
- Kreuzbund Nordhümmling
- Kreuzbund Nordhümmling-Breddenberg
- Jagdgenossenschaft Hilkenbrook
- Förderverein Grundschule Hilkenbrook
- Förderverein der Freiwilligen Feuerwehr Hilkenbrook

(Quelle:)

### Musik (-vereine)
- Frauenchor „Frohsinn“ Hilkenbrook
- Männergesangsverein „MGV Geselligkeit“ Hilkenbrook
- Jugendschola Hilkenbrook

### Clubs und Gruppen
- Oldtimerclub Hilkenbrook des Heimatvereins
- Kindertanzgruppe Hilkenbrook des Heimatvereins
- Eltern-Kind-Gruppe Hilkenbrook
- Spinn- und Strickgruppe

### Körperschaften
- Freiwillige Feuerwehr Ndhlg.

## Verkehr
Nördlich von Hilkenbrook verläuft die Bundesstraße 401.